# Piskiw
Piskiw (ukrainisch Пісків; russisch Песков/Peskow, polnisch Piasków) ist ein Dorf in der Westukraine etwa 8 Kilometer nördlich der ehemaligen Rajonshauptstadt Kostopil und 40 Kilometer nordöstlich der Oblasthauptstadt Riwne an der Bahnstrecke Riwne–Luninez gelegen.

## Geschichte
Der Ort wird 1577 zum ersten Mal schriftlich erwähnt und gehörte dann bis 1793 in der Woiwodschaft Wolhynien zur Adelsrepublik Polen-Litauen. Mit den Teilungen Polens fiel der Ort an das spätere Russische Reich und lag bis zum Ende des Ersten Weltkriegs im Gouvernement Wolhynien.
Nach dem Ersten Weltkrieg kam der Ort zu Polen (in die Woiwodschaft Wolhynien, Powiat Kostopol, Gmina Kostopol), im Zweiten Weltkrieg wurde er zwischen 1939 und 1941 von der Sowjetunion besetzt. Nach dem Überfall auf die Sowjetunion im Juni 1941 wurde er dann bis 1944 von Deutschland besetzt, dies gliederte den Ort in das Reichskommissariat Ukraine in den Generalbezirk Brest-Litowsk/Wolhynien-Podolien, Kreisgebiet Kostopol.
Nach dem Krieg wurde der Ort der Sowjetunion zugeschlagen. Dort kam das Dorf zur Ukrainischen SSR und seit 1991 ist sie ein Teil der heutigen Ukraine.

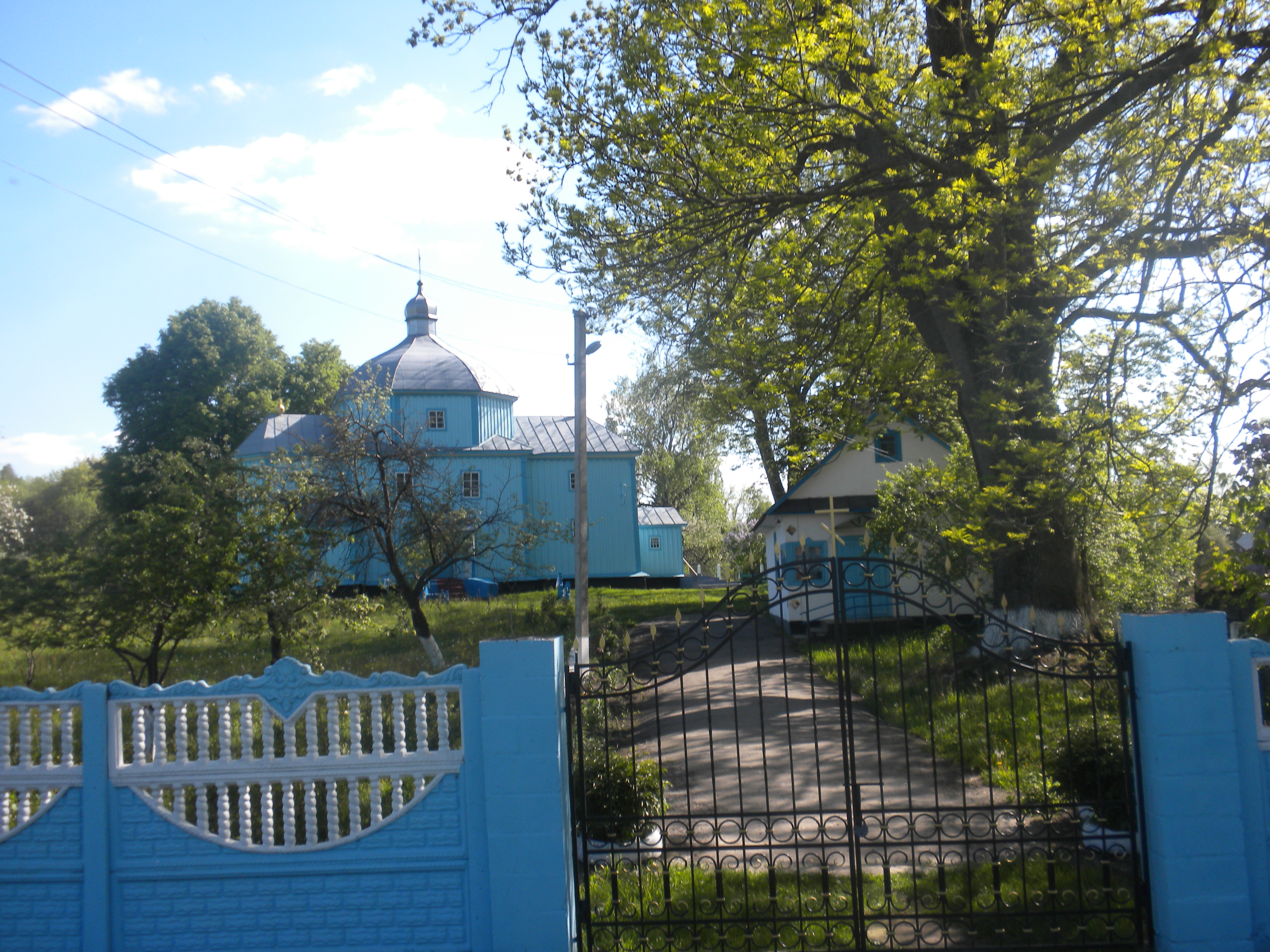
Kirche im Ort

## Verwaltungsgliederung
Am 12. Juni 2020 wurde das Dorf ein Teil neu gegründeten Stadtgemeinde Kostopil im Rajon Kostopil; bis dahin war es seit dem 26. Februar 2016 das Zentrum der neugegründeten Landgemeinde Piskiw (Пісківська сільська громада/Piskiwska silska hromada). Zu dieser zähletn auch noch die 7 Dörfer Brjuschkiw (Брюшків), Jasnobir (Яснобір), Marjaniwka (Мар'янівка), Mokwynski Chutory (Моквинські Хутори), Oleksandriwka (Олександрівка), Penkiw (Пеньків) und Rokytne, bis dahin bildete das Dorf zusammen mit den Dörfern Jasnobir, Mokwynski Chutory und Rokytne die gleichnamige Landratsgemeinde im Osten des Rajons Kostopil.
Am 17. Juli 2020 wurde der Ort Teil des Rajons Riwne.